# Château Phélan Ségur
Château Phélan Ségur is een wijndomein in de  Franse gemeente Saint-Estèphe gelegen in de médoc (Bordeaux regio).
Aangrenzende wijndomeinen zijn onder andere Château Calon-Ségur en Château Montrose.

## Geschiedenis
De Ier Bernard Phelan (1170-1841) werd in 1805 eigenaar van het wijndomein Clos de Garramey en in 1810 van Ségur de Cabanac. Bij zijn dood werden beide wijndomeinen samengevoegd tot Château Ségur de Gamery en overgedragen aan zijn zoon Frank Phelan (1820-1883).
De naam veranderde in het begin van de 20e eeuw naar Château Phélan Ségur.
Het bedrijf werd in 1985 overgenomen door de Gardinier groep van Xavier Gardinier met zijn zonen Thierry, Stéphane en Laurent.
In 2017 werd de Belg Philippe Van de Vyvere, topman van Sea-Invest, de nieuwe eigenaar.

## Productie
De wijngaard is 70 hectare groot met als druivenrassen Merlot (39%), Cabernet Sauvignon (58%), Cabernet Franc (1.5%) en Petit Verdot (1.5%).
Er worden 3 wijnen geproduceerd:
- Château Phélan Ségur
- Frank Phélan (sinds 1986)
- La Croix Bonis